# Pułk Artyleryjskiego Rozpoznania Pomiarowego
Pułk Artyleryjskiego Rozpoznania Pomiarowego (parp) – oddział artyleryjskiego rozpoznania pomiarowego ludowego Wojska Polskiego (JW Nr 5621).
Pułk został sformowany latem 1948 roku w garnizonie Szlaga według etatu Nr 4/41 o stanie 669 żołnierzy. Jednostka powstała na bazie dwóch samodzielnych dywizjonów artyleryjskiego rozpoznania pomiarowego (były 6 i 9 darp).
Latem 1950 roku pułk został przeformowany na etat Nr 4/50. W nowej strukturze, opracowanej 24 lipca 1950 roku, został zwiększony stan etatowy do 1021 wojskowych. Utworzony został trzeci dywizjon artyleryjskiego rozpoznania pomiarowego. W skład każdego z trzech dywizjonów wchodziły dwie baterie rozpoznania dźwiękowego, bateria rozpoznawczo-topograficzna, pluton rozpoznania wzrokowego i pluton rozpoznania fotograficznego.
Latem 1951 roku pułk został rozformowany. Na bazie dywizjonów artyleryjskiego rozpoznania pomiarowego wchodzących dotychczas w skład pułku zostały zorganizowane dywizjony artyleryjskiego rozpoznania pomiarowego dywizji artylerii przełamania według etatu Nr 4/64. We wrześniu tego roku oba dywizjony otrzymały numery:
- 37 Dywizjon Artyleryjskiego Rozpoznania Pomiarowego 6 Dywizji Artylerii Przełamania w Chełmnie,
- 38 Dywizjon Artyleryjskiego Rozpoznania Pomiarowego 8 Dywizji Artylerii Przełamania w Węgorzewie.

Struktura organizacyjna pułku według etatu Nr 4/41 z 10 czerwca 1948 roku:
- dowództwo
- 1 dywizjon artyleryjskiego rozpoznania pomiarowego
- 2 dywizjon artyleryjskiego rozpoznania pomiarowego
- dywizjon szkolny
- pluton meteorologiczny
- pluton łączności
- pluton samochodowy
- pluton gospodarczy
- warsztat
- magazyn sprzętu
- ambulatorium